# ریگلی، نورتوست ترتوریز
ریگلی، نورتوست ترتوریز (به انگلیسی: Wrigley, Northwest Territories) یک منطقهٔ مسکونی در کانادا است که در قلمروهای شمال غرب واقع شده‌است. ریگلی ۵۵٫۸۴ کیلومتر مربع مساحت و ۱۳۳ نفر جمعیت دارد و ۱۴۹ متر بالاتر از سطح دریا واقع شده‌است.